# Santiago Ramírez
Santiago Ramírez Morales (Cali, 20 juli 1994) is een Colombiaans baanwielrenner die in 2016 deelnam aan de Olympische Zomerspelen.

## Carrière
Ramírez boekte op jonge leeftijd al zijn eerste successen op de Pan-Amerikaanse kampioenschappen baanwielrennen toen hij in 2013 zilver won op de keirin en brons op de sprint. Zowel bij zijn eerste deelname aan de Centraal-Amerikaanse en Caraïbische Spelen als de Zuid-Amerikaanse Spelen in 2014 won hij zilver op de teamsprint, die hij beide reed samen met Rubén Murillo en Fabián Puerta. In latere jaren won het trio meerdere medailles op de Pan-Amerikaanse kampioenschappen en nam deel aan de Wereldkampioenschappen baanwielrennen. Daarnaast nam Ramírez ook individueel deel aan de WK tussen 2014 en 2024, hij wist geen medaille te winnen. In 2016 nam hij deel aan de Olympische Zomerspelen die plaatsvonden in Rio de Janeiro. Deze Spelen hadden voor hem een belangrijke, persoonlijke waarde. Hij werd uiteindelijk 23e bij de sprint. Door de jaren heen won hij 35 medailles op de Colombiaanse kampioenschappen waarvan negentien gouden.

## Palmares
| Jaar      | CK                                         | P-AK                                                 | WK                                                   | Overige                                                                     |
| Als elite | Als elite                                  | Als elite                                            | Als elite                                            | Als elite                                                                   |
| --------- | ------------------------------------------ | ---------------------------------------------------- | ---------------------------------------------------- | --------------------------------------------------------------------------- |
| 2013      | teamsprint · 1km tijdrit · keirin          | keirin · sprint                                      |                                                      |                                                                             |
| 2014      | 1km tijdrit · keirin · sprint              | teamsprint · 1km tijdrit · sprint                    | 10e teamsprint                                       | C-A en CS: · teamsprint · 4e keirin · Zuid-Amerikaanse Spelen: · teamsprint |
| 2015      | teamsprint                                 | 1km tijdrit · 7e keirin                              |                                                      | Pan-Amerikaanse Spelen: 4e teamsprint 10e sprint                            |
| 2016      | 1km tijdrit · keirin · sprint · teamsprint | 1km tijdrit · teamsprint · sprint                    | 9e 1km tijdrit 30e sprint                            | Olympische Spelen: 23e sprint                                               |
| 2017      | keirin · sprint · teamsprint · 1km tijdrit | keirin · teamsprint · 1km tijdrit · 4e sprint        | 11e teamsprint 15e 1km tijdrit 17e keirin 28e sprint |                                                                             |
| 2018      |                                            | 1km tijdrit · keirin · teamsprint · 5e sprint        | 11e teamsprint 25e keirin                            |                                                                             |
| 2019      | 1km tijdrit · teamsprint · keirin · sprint | 1km tijdrit · keirin · 6e sprint                     | 13e 1km tijdrit 20e keirin                           | Pan-Amerikaanse Spelen: · teamsprint · 7e sprint                            |
| 2020      |                                            |                                                      | 12e 1km tijdrit 23e keirin 32e sprint                |                                                                             |
| 2021      | 1km tijdrit · keirin · teamsprint · sprint | teamsprint · 1km tijdrit · keirin · scratch · sprint | 11e 1km tijdrit 13e keirin                           |                                                                             |
| 2022      | 1km tijdrit · keirin · teamsprint · sprint | 1km tijdrit · keirin · teamsprint · 6e sprint        | 10e teamsprint 13e keirin 17e 1km tijdrit            |                                                                             |
| 2023      | teamsprint · 1km tijdrit · keirin · sprint | 1km tijdrit · 7e keirin · 8e sprint                  | 9e 1km tijdrit 12e teamsprint 23e keirin             |                                                                             |
| 2024      | 1km tijdrit · teamsprint · keirin · sprint | 1km tijdrit · teamsprint · sprint                    | 5e 1km tijdrit 6e teamsprint 16e keirin              |                                                                             |